# 이웃집 토토로
《이웃집 토토로》(일본어: となりのトトロ, 영어: My Neighbor Totoro)는 일본의 미야자키 하야오 감독의 영화로 일본 농촌의 어린 두 자매 사츠키와 메이가 숲의 요정 토토로를 만나서 판타지를 경험하게 되는 것을 그린 1988년 애니메이션 영화다. 하울의 움직이는 성과 더불어 미야자키 하야오 감독의 영화이다.

## 개요
1958년의(설정상 1950년대 후반) 일본을 무대로 한 판타지 작품으로 1988년 4월 16일에 일본에서 개봉된 후 약 80만 명의 관객 동원 수를 기록하였다. 개봉 당시 《이웃집 토토로》는 타카하타 이사오 감독의 작품 《반딧불의 묘》와 동시 상영되었는데 제작 시에도 단독으로 제출한 '이웃집 토토로'의 기획서가 거절당한 후에, 제작자인 스즈키 도시오가 '반딧불의 묘'와 함께 제출하여 통과 된 후 '이웃집 토토로'와 '반딧불의 묘'가 함께 제작되었다.
개봉 당시 흥행에는 실패했으나 TV 방영 등으로 전 세계적으로 대성공한 이후 토토로는 스튜디오 지브리를 상징하는 캐릭터로 자리매김한 문화적 아이콘이자 본사를 대표하는 마스코트가 되었다.

## 줄거리
1952년 일본의 아름다운 시골 마을. 상냥하고 의젓한 11살 사츠키와 장난꾸러기에 호기심 많은 4살의 메이는 사이좋은 자매로 아빠와 함께 도시를 떠나 시골로 이사온다. 자상한 아빠 구사카베 다쓰오는 도쿄에서 대학 연구원이며, 입원 중이지만 따뜻한 미소를 잃지 않는 엄마가 있다. 곧 퇴원하실 엄마를 공기가 맑은 곳에서 맞이하기 위해서다. 숲 한복판에 금방이라도 쓰러질 것처럼 낡은 집을 보며 자매는 새로운 환경에 대한 호기심으로 잔뜩 들뜬다.
사츠키가 학교에 간 뒤, 혼자 숲에서 놀고 있던 메이는 눈 앞을 지나가는 조그맣고 이상한 동물을 발견한다. 그리고 뒤를 쫓아 숲속으로 들어간다. 미로처럼 꼬불꼬불한 길을 따라가다 큰 나무 밑둥으로 떨어지는 메이. 그곳에서 메이는 도토리 나무의 요정인 토토로를 만난다. 메이는 사츠키가 돌아오자마자 토토로를 만난 것을 자랑하지만 사츠키는 믿지 않는다. 그러나 비가 몹시 쏟아지던 날, 정류장에서 우산을 들고 아빠를 기다리다가 사츠키도 토토로를 만나게 된다.
비를 맞는 토토로에게 우산을 빌려주자 토토로는 답례로 도토리 씨앗을 건넨다. 토토로와의 만남으로 행복감에 부풀어있는 사츠키와 메이. 그러나 그때 병원에서 어머니의 퇴원이 연기되었다는 전보가 온다. 불안해하는 메이는 혼자 엄마를 찾아 병원으로 떠났다가 길을 잃는다. 온 동네를 뒤졌지만 메이는 흔적조차 없고 저수지에선 어린 여자아이의 샌달이 발견된다. 사츠키는 메이를 찾기 위해 애타게 토토로를 부르는데...

## 제작 경위

### 초기 이미지 보드
본작의 원형이 되는 구상은 미야자키 하야오가 1970년대에 닛폰 애니메이션, 텔레콤 애니메이션 필름에 재적하고 있었을 무렵의 이미지 보드에 남아있다. 이 시점에서는 주인공의 여자 아이는 한 명으로,메이를 닮은 외모를 한 5세의 여자 아이이며, 사츠키와 메이의 디자인과 성격이 혼재하고 있었다. 텔레비전 스페셜 등으로의 채용을 모색하고 있었다고 여겨지지만, 기획서는 없다. 이미지의 일부는 미야자키가 A프로덕션에 재적했을 때에 설정이나 연출에 참가한 〈팬더 고 팬더〉에서 사용되었다.

### 사츠키와 메이의 탄생
미야자키에 의하면, 당초 여자 아이가 토토로를 만나는 장면을 비가 내리는 버스 정류장과 낮 때와의 2개의 장면을 생각하고 고민하고 있던 참에, 영화화 결정이 1년을 앞둔 시기에 들어가 주인공을 2명의 자매로 하는 것을 생각해 내, 사츠키와 메이 2명이 태어났다고 한다. 한편, 현재 스튜디오 지브리의 프로듀서인 스즈키 도시오는 2008년 7월 12일 방영한 특별 프로그램에서 〈원래 동시 상영의 〈반딧불의 묘〉처럼 60분 정도였던 예정이,〈반딧불의 묘〉가 90분으로 늘어나게 되었으므로 토토로도 80분 이상으로 하자는 이야기가 되었다. 어떻게 20분이나 늘릴까 고민하고 있었지만, 미야자키 감독이 〈여자 아이 1명 늘리면 20분 정도 늘어날 것이다〉라고 발언해 2명이 되었다〉라고 말하고 있다.

### 기획의 난항
미야자키는 〈천공의 성 라퓨타〉의 공개를 끝낸 후, 1986년 11월에 〈토토로〉의 기획서를 도쿠마 서점에 제출한다. 그러나, 무대가 1950년대 후반으로 되어있는 것이나 소재가 수수한 것에 가세해 당초 60분 정도의 중편 영화로서 기획되었기 때문에 단독으로의 전국 공개는 어려웠던 일로부터, 제작 기획 회의에서 승인을 얻기까지는 도달하지 않았다. 거기에, 타카하타 이사오가 검토하고 있던 〈반딧불의 묘〉를 동시 상영하는 안이 부상해, 도쿠마 서점 사장인 도쿠마 야스요시의 요청으로 〈반딧불의 묘〉의 원작 소설을 간행한 신초샤가 〈반딧불의 묘〉의 출자, 제작에 참가하게 되어 중편 2개 체제가 확립한다.

### 제작 체제
제작 모체는 전작과 마찬가지로 스튜디오 지브리가 선택되었다. 다카하타반이 종래의 스튜디오를 사용하고, 미야자키반은 신설한 제2 스튜디오에 준비실을 설치한다. 다카하타, 미야자키의 신뢰를 받는 주요 스탭(애니메이터)은 한정되어 있어 제작사측은 고심했다. 다카하타측이 구면의 베테랑을 모은 한편, 미야자키측은 작화 감독 사토 요시하루, 미술 감독의 오가 가즈오 등 새롭게 참가한 스탭을 중심으로 제작하게 되었다. 두 작품은 60분의 중편이 될 것이었지만, 결국은 예정을 넘어 90분 전후의 장편 영화가 되었다. 미야자키에 의하면 그림 콘티를 다 쓴 단계에서 이 작품이 예정의 시간에 완전히 맞지 않는 것을 알게 되고, 다카하타의 〈반딧불의 묘〉도 동일한 상황인 것을 듣게 되어 시간을 연장시키기로 했다고 한다. 또 〈반딧불의 묘〉에서 등장하는 반딧불이나 토마토는 일절 보이지 않기로 했다는 등, 중복을 의식해 피했다고 말하고 있다.

### 작품의 모티브
시대 설정은 1950년대 초로 되어 있지만, 미야자키는 〈텔레비전이 없었던 시대〉라고 말하고 있어, 특정의 연대를 염두에 두어 연출한 것이 아님을 알 수 있다. 미야자키는 토토로와 주인공들이 살고 있는 신록이 풍부한 취락의 이미지의 유래에 대해서, 닛폰 애니메이션이 있는 세이세키사쿠라가오카, 친족이 여관을 운영해 어릴적 잘 논 쓰루마키 온천(가나가와현 하다노시)의 모토야·진야, 어렸을적에 보고 자란 간다 강, 미야자키의 자택이 있는 도코로자와,미술 감독인 오가 가즈오의 고향 아키타 등 여러 가지 지명이 인용했는데,작품의 풍경은 이것들이 들어가 섞인 것이며, 구체적인 작품의 무대를 정한 것은 아니라고 한다. 그 후, 미야자키가 1990년대부터의 〈토토로의 숲〉 보전 운동에 종사하거나 도코로자와의 지명이 형태를 바꾼채 작품에 받아들여지고 있기도 하고, 도코로자와시가 그 무대로서 소개되기도 한다.

## 반향

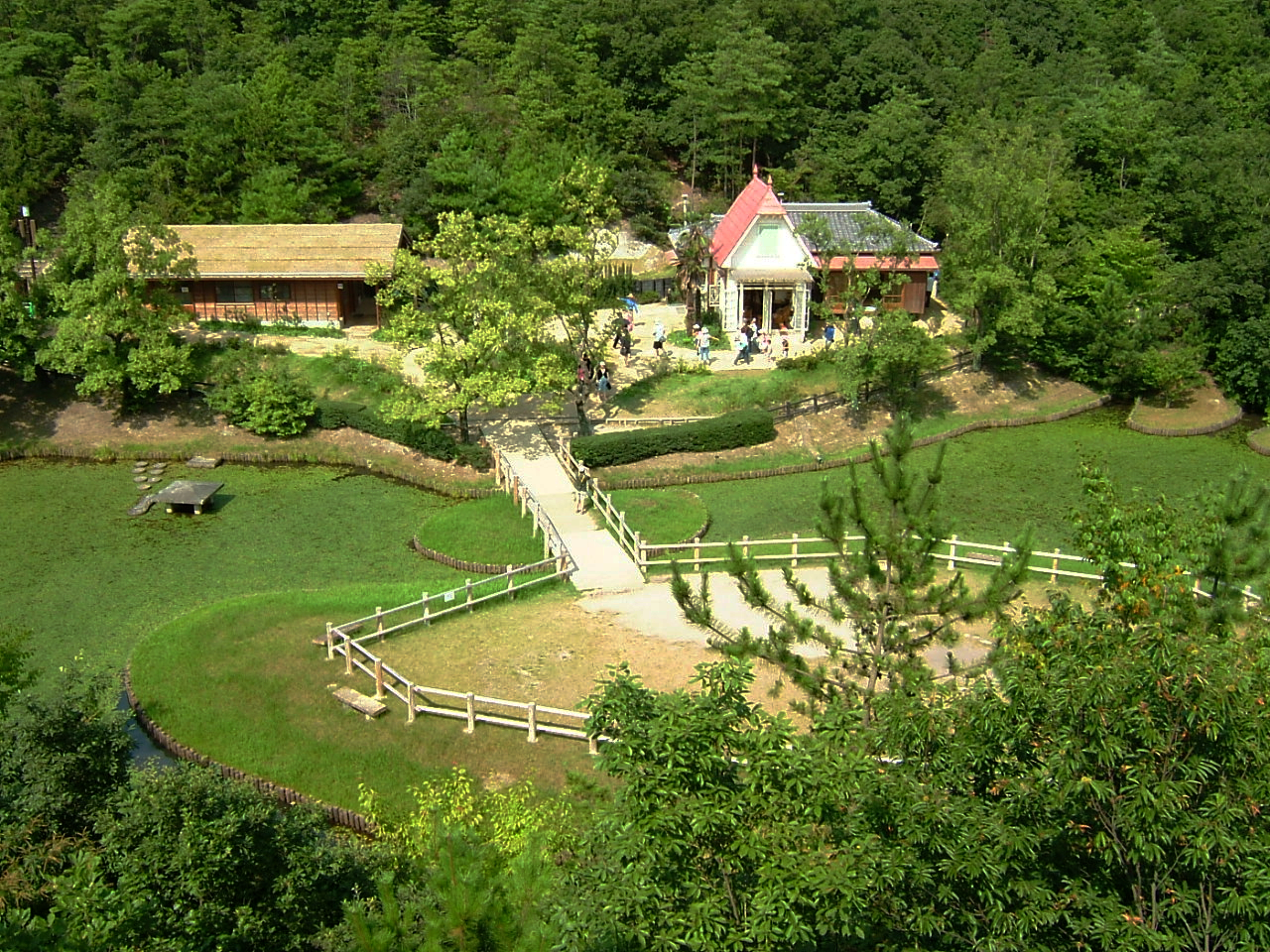
사쓰키와 메이의 집(아이치 만박 개최 당시 촬영)

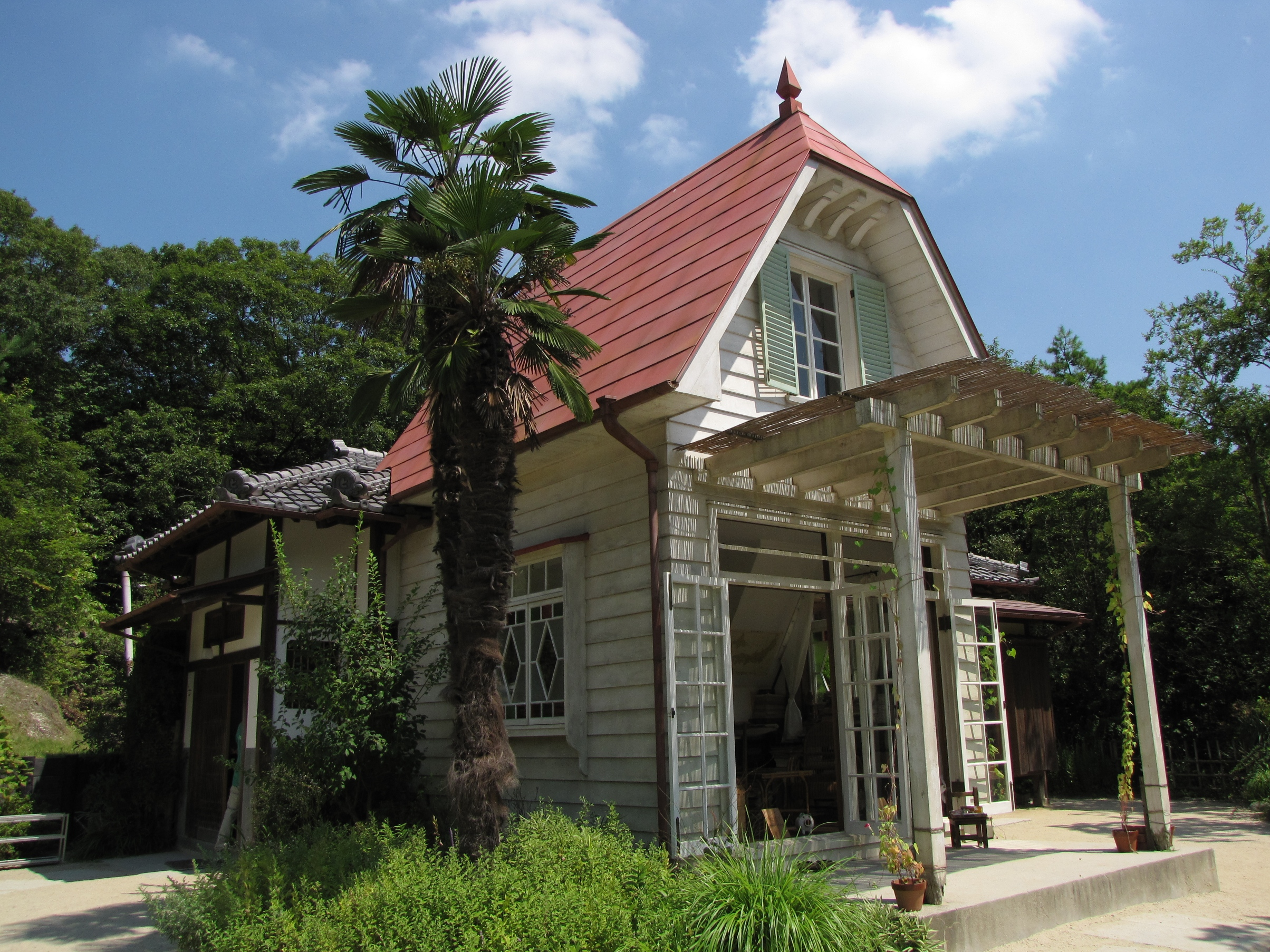
사쓰키와 메이의 집(사랑·지구박 기념 공원에서 촬영)

1989년 이후, 닛폰 텔레비전 방송망의 〈금요일 로드쇼〉에서 지브리 최신작 공개 직전 등의 시기에 방영되어 시청률은 매회 23% 전후를 기록한다. 토토로의 캐릭터 상품 제 1호로 영화 공개시에 선전용으로 판매한 봉제인형은 합계 666,920개를 판매하고, 1989년말에 선 아로에서 발매된 봉제인형(전술의 물건과는 다르다)을 1990년에 〈이웃집 토토로〉가 텔레비전 방영되었을 때에 시청자 선물로 증정했는데, 닛폰 TV에 200만통의 응모가 쇄도했다. 선 아로에서 발매된 〈이웃집 토토로〉의 봉제인형은 1991년 2월 시점에서 큰 토토로가 합계 약 100만개, 중간 토토로와 작은 토토로가 합계 약 60만개, 그 외가 합계 약 50만개(총합계 약 210만개)를 판매했다. 캐릭터 인기와 판매의 호조에 대해서 지브리의 프로듀서는 〈제 1의 수입 일부〉가 되었다고 표현하였다. 1997년 6월 27일에는 브에나 비스타 홈 엔터테인먼트에서 비디오가 발매되어 발매 후 약 1개월만에 100만개를 출하하는 히트상품이 되었다. 2001년 9월 28일에는 브에나 비스타 홈 엔터테인먼트에서 DVD가 발매되었다. 이 제품도 2005년 10월 31일자 오리콘 DVD 차트에서 200주 차트 인이라고 하는 기록을 달성. 2005년 개최된 〈2005년 세계 박람회(사랑·지구박)〉에서는 본작에 등장한 〈구사카베 가(家)〉가 〈사쓰키와 메이의 집〉으로서 재현되어 박람회장에 건설되었다. 호평에 의해 박람회 종료 후에도 보존되어 현재는 사랑·지구박기념 공원에서 예약제로 견학할 수 있다.
본작의 히트에 의해,각지에서 본작을 연상시키는 장소나 물건이 화제가 되어 관광 명소가 되는 현상이 발생했다.
- 오이타현 사이키시 우메의 도토로 지구에 오이타 버스 〈도토로〉 버스 정류장(사에키-고노우라 선)이 있어,토토로를 연상시키는 그 명칭이 주목받아 고양이 버스나 토토로의 인형이나 자필 패널이 몰래 놓여지게 되었다. 2000년에 신문에 보도되고 나서, 이 〈도토로(토토로)의 마을〉[10] 은 구 우메 정의 인기 관광지 중 하나가 되었다. 최근 인형이나 패널등이 너무 증가했기 때문에 버스 정류장 근린에 정비된 소공원 〈토토로의 숲〉에 옮겨지고 버스 정류장에 남는 대형 패널은 토토로와 사쓰키&메이 모양의 것만 남았다.
- 야마가타현 모가미군 사케가와촌 고스기에는 토토로를 꼭 닮은 형태를 한 〈고스기의 오스기〉가 있다. 번정시대부터의 유서 있는 나무이며, 부부가 함께 지켜보면 자식을 내려 주신다고 한다.

### 사야마 구릉과의 관련성
작품의 고유 명사에는 사이타마현 도코로자와시에서 도쿄도 히가시무라야마시에 걸쳐 있는 사야마 구릉의 지명을 바탕으로 한 것이 있다.
- 사이타마 현 도코로자와 시 마쓰고
  - 도코로자와 시의 동부, 우라와도코로자와 우회도로 마쓰고 교차점 부근의 지명으로, 구사카베 가(家)가 사는 〈마쓰고〉의 모델이 되었다고 여겨진다. 무사시노 선의 히가시토코로자와역에서 세이부 버스 [도코로 59]〈에스테틱 시티 도코로자와~차량검사장 앞~히가시토코로자와 역~도코로자와 역 동쪽 출입구〉의 도코로자와 차량검사장 앞 버스 정류장 부근.
- 도쿄 도 히가시무라야마 시 하치코쿠 산
  - 도코로자와 시 근처인 도쿄도 히가시무라야마시의 지명으로, 하치코쿠 산에 인접하는 보생원(현 신야마테 병원)은 사쓰키와 메이의 어머니인 구사카베 야스코가 입원한 〈시치고쿠야마 병원〉의 모델이 되었다고 한다.
- 사이타마 현 도코로자와 시 우시누마
  - 사이타마현 도코로자와시 마쓰고에 인접하는 지구명으로, 고양이 버스에 표시되는 행선지 〈우시누마〉의 모델로 여겨진다.
- 가나가와현 하다노시 쓰루마키
  - 미야자키 하야오의 친족이 여장을 맡고 있어 유년·소년기에 미야자키가 이 여관에서 보낸 추억이 〈이웃집 토토로〉〈센과 치히로의 행방불명〉에 영향을 주었다고 여겨지고 있다. 여관내의 정원에는 〈이웃집 토토로〉에서 나오는 나무의 이미지가 되었다고 여겨지는 〈토토로의 나무〉가 있다.

〈토토로〉라는 이름은 〈도코로자와의 이웃 도깨비〉에 유래하였다. 초기 설정에서는 큰 토토로는 〈미민즈크〉로 1302세, 중간 토토로는 〈즈크〉로 679세,작은 토토로는 〈민〉으로 109세라는 나이였다.

## 등장인물
- 성우는 일본, 대한민국의 구판과 챔프 재더빙판 순이다.

쿠사카베 사츠키(일본어: 草壁サツキ)

- 성우: 히다카 노리코 / 최덕희, 윤성혜(재더빙판)

쿠사카베 가(家)의 장녀로 11세이며 초등학교 4학년이다. 효녀로, 동생 메이를 돌보거나 늦잠자는 부친을 대신해 가사도 해낸다. 토토로와는 비오는 날에 버스 정류장에서 처음으로 대면했다. 어머니의 병에 관한 전보를 받았을 때에는 걱정한 나머지 큰 울음을 터뜨렸고, 그 모습을 보고 여동생 메이가 어머니의 입원한 병원으로 가는 계기가 된다. 이름의 유래는 일본어로 5월을 뜻하는 사츠키(皐月).
쿠사카베 메이(일본어: 草壁メイ)

- 성우: 사카모토 치카 / 김은아, 박나연(재더빙판)

쿠사카베 가의 차녀로 4세. 언니인 사쓰키와 마찬가지로 효녀. 노력가인 언니와는 대조적으로, 한곳에 집중하는 성격. 유치원에는 아직 다니지 않는다. 호기심이나 관찰력은 언니 이상으로, 처음으로 본 중, 소 토토로를 쫓아 토토로의 집까지 가까스로 도착하였다. 이야기의 종반, 집으로부터 꽤 떨어진 어머니의 입원처에 옥수수를 보내려고 하다가 미아가 되어, 사쓰키가 토토로의 힘을 빌려 찾으러 나오는 일이 되었다. 이름의 유래는 영어로 5월을 나타내는 May.
쿠사카베 타쓰오(일본어: 草壁タツオ)
- 성우: 이토이 시게사토 / 홍시호

사쓰키와 메이의 아버지. 도쿄에 있는 대학에서 비상근 강사로서 고고학을 가르치고 생활비를 벌기 위해 번역가로도 활동한다. 상냥하고 온화하지만, 조금 덜렁거리는 성격으로 믿음직스럽지는 못하다. 도깨비 저택에 사는 것이 어릴 때부터 꿈이었다고 말한다. 덧붙여 배우 잇세 오가타가 성우를 맡을 예정이었지만, 잇세 오가타의 사무소 스탭이 이토이 시게사토가 적임이라고 소개해 이토이가 캐스팅 되게 되었다.
쿠사카베 야스코(일본어: 草壁靖子)
- 성우: 시마모토 스미 / 배정미, 윤미나(재더빙판)

사쓰키와 메이의 어머니. 상냥하고 온화한 성격. 결핵 때문에 나나쿠니야마 병원에 입원하고 있어, 구사카베 가의 시골로의 이사는 그녀의 퇴원 후에 대비하기 위한 것도 있다. 소설판에서는 어릴 적부터 도깨비를 좋아했다고 되어있다.
칸타(본명: 오가키 칸후토시)(일본어: 大垣勘太, カンタ)
- 성우: 아마가사 도시유키 / 한인숙, 이선주(재더빙판)

사쓰키와는 같은 반. 키는 사쓰키보다 조금 낮다. 자주 집의 일을 돕는다. 도시로부터 온 사쓰키가 신경이 쓰이는 모습이지만 솔직해질 수 없다. 이사한지 얼마 안된 구사카베 일가에 배달통을 가져갔을 때,사쓰키의 앞에서 새 주택을 〈도깨비 저택〉이라고 말한 것으로부터 사쓰키와 서로 고집을 부리게 된다. 그러나 비오는 날에 메이를 데리고 꼼짝 못하고 있던 사쓰키에게 우산을 빌려 준 것으로부터 응어리가 해소되어 이야기 종반에서 메이가 미아가 되었을 때에는 사쓰키와 협력해 메이를 찾는 등 완전히 사이가 좋아 지고 있었다.
할머니
- 성우: 기타바야시 다니에 / 이광자, 안정현(재더빙판)

간타의 할머니. 구사카베 가가 이사해 올 때까지 집을 관리하고 있었다. 사쓰키와 메이를 진짜 손녀처럼 귀여워해, 2명을 잘 봐준다. 밭에서 여러 가지 야채나 꽃을 기르고 있다. 로망 앨범에 의하면 〈무서운 성격〉인것 같으며, 본편에서도 구사카베 가의 집을 귀신의 집 취급한 간타를 야단쳤다.
토토로
- 성우: 다카기 히토시

큰 토토로. 초기의 설정에서는 미민즈크. 숲에서 중요하고, 이 나라에서 태고부터 살고 있는 생물. 모색은 회색. 아이 밖에는 볼 수가 없다. 뿌린지 얼마 안된 씨앗을 한순간에 나무에 성장시키거나 회전하는 팽이 위를 타고 하늘을 날거나 한다. 달밤의 밤에 오카리나를 불고 있다. 메이가 최초로 〈토토로를 만났다〉라고 말하기 시작했을 때, 사쓰키는 북유럽 신화에 등장하는 트롤로 생각했지만, 실제 유래는 토토로가 〈도오, 도오(ドゥオ), 보로(ヴォロ,졸려―)〉라고 하는 소리를 메이가 이름이라고 믿어 버린 것에 의한다.
중간 토토로

초기의 설정에서는 즈크. 털은 푸르고, 열매가 들어간 봉투를 가지고 있다. 작은 토토로보다 한층 크고, 가슴에는 큰 토토로와 같은 모양이 있다.
작은 토토로

초기의 설정에서는 민. 털은 희다. 평상시는 반투명으로 자취를 감출 수 있다. 중간 토토로와 함께 행동한다. 3마리 중에서 최초로 메이에 발견되어 메이가 뒤쫓아갔다. 평상시는 손은 그려져 있지 않지만, 오카리나를 불거나 할 때에는 보인다. 일부에는 꼬마 토토로로 표기되는 경우도 있다.
고양이 버스

신체가 보닛 버스같은 거대한 고양이. 보닛에 해당하는 부분이 머리로,등과 몸 사이는 비어있고,몸은 부드러운 모피에 덮인 좌석이 되어있다. 빛나는 눈이 헤드라이트,양사이드의 쥐가 마커 램프가 되어 있어,12개의 다리로 수상,전선 등 장소를 선택하지 않고 바람과 같이 고속으로 달려,숲안을 빠질 때는 나무들이 휘어지면서 피해 길을 비운다. 토토로와 마찬가지로 아이 밖에는 안보이지만, 달려가는 모습에 개가 반응해 짖는 묘사가 있다. 실제의 버스와 같이 행선지 표시창(방향막)이 있어,미아가 된 메이의 곁으로 향할 때는 〈메이(めい)〉, 사쓰키와 메이가 몰래 엄마의 문병차 방문할 때 〈나나쿠니야마 병원(七国山病院)〉, 둥지로 돌아올 때는 〈스(す)〉등, 상황에 따라 행선지가 표시된다.
모리야마 레이코
- 성우: 와시오 마치코

사쓰키의 담임으로 소학교의 선생님. 풍채가 좋은, 대학을 나온지 얼마 안된 젊은 여성 교사. 구사카베 가의 사정을 이해하고 있어서, 메이가 마음대로 학교에 왔을 때 교실에 있는 것을 허락해 주었다.
미치코
- 성우:도지로 지에

사쓰키와는 같은 반이자 사쓰키가 이사와서 최초로 사귄 친구. 밋짱(ミッちゃん)으로 불리고 있다. 학교에서는 사쓰키의 근처 자리에 앉아있다.
농부
- 성우: 치바 시게루

사쓰키에게 메이를 찾았느냐고 물은 아저씨.
큰집의 할머니
성우: 스즈키 레이코
간타의 친척. 사쓰키에게 전화를 빌려주었다. 소설판에서는 백부도 등장하였다.
농사일 차에 타고 있던 남자
성우: 나카무라 다이키
젊은 남성. 갑자기 뛰쳐나온 사쓰키에게 고함쳤지만, 사정을 이해하고 동정했다.
농사일 차에 타고 있던 여자(료코)
- 성우: 미즈타니 유코

젊은 여성. 나나쿠니야마 병원으로 향해 미아가 된 메이의 행방을 묻는 사쓰키에게 〈나나쿠니야마에서 왔지만 그런 여자아이는 봤는지는 모른다.〉라고 하는 정보를 전했다.
우편배달부
- 성우: 니시무라 도모히로

나나쿠니야마 병원에서 어머니의 병에 관한 전보를 보내러 왔지만,부재중이었으므로 간타의 집에 맡기러 간다.
버스안내양
- 성우: 히라마쓰 아키코

비오는 날 사쓰키와 메이가 자택에서 근처의 버스 정류장에 아버지의 우산을 가져 갔을 때에 멈춘 버스의 안내양.

### 그 외 배역·성우
- 간타의 어머니-성우: 마루야마 히로코
- 간타의 아버지-성우: 히로세 마사시
- 그 외: TARAKO, 오타니 이쿠에, 이시타 데루코

## 사운드트랙

### 사운드트랙 목록
- 아티스트: 히사이시 조

1. 산책 (오프닝 테마송)
2. 오월의 마을
3. 도깨비집!
4. 메이와 숯검댕이
5. 해질 무렵의 바람
6. 무섭지 않아
7. 문병 가자
8. 엄마
9. 작은 도깨비
10. 토토로
11. 츠카모리의 큰 나무
12. 미아
13. 바람이 지나가는 길
14. 흠뻑 젖은 도깨비
15. 달밤의 비행
16. 메이가 없다
17. 고양이 버스
18. 다행이야
19. 사츠키의 마을
20. 이웃집 토토로 (엔딩 테마송)

### 오프닝 테마
산보(さんぽ,산책)
작사- 나카가와 리에코, 노래- 이노우에 아즈미
동요라고 여겨지고 있어 가라오케 등에서도 애니메이션 주제가로 분류되지 않고 동요로 분류되는 경우가 있다. CD에서는 스기나미 아동 합창단의 코러스가 붙어 있지만, 영화에서는 이노우에가 혼자 불렀다.
- "산보"의 첫 부분 "와타시와 겡키("나는 건강해", 또는 "나는 괜찮아"로도 해석될 수 있는)를〈벼랑 위의 포뇨〉에서 소스케의 엄마가 인용한다. 소스케의 아버지가 집에 오기로 한 날, 갑자기 전화를 걸어 집에 못오겠다고 하자 잔뜩 기대하고 있던 리사(소스케의 엄마)는 화를 내고 침울해 하고 있었다. 그러다가 소스케가 문득 그날 후지모토에게 잡혀간 포뇨를 걱정하는 것을 듣고는 갑자기 아들을 기특해 하며 끌어안고 그녀는 더 이상 침울해 하지 않고 기운을 내겠다고 말하며 "산보"의 "와타시와 겡키" 부분을 인용해 부른다.

### 엔딩 테마
이웃집 토토로(となりのトトロ)
작사- 미야자키 하야오, 노래- 이노우에 아즈미

### 오케스트라 스토리즈 '이웃의 토토로'
- 작곡·편곡·피아노 연주: 히사이시 조
- 연주: 신일본 필하모닉 오케스트라
- 내레이션: 이토이 시게사토

토토로의 스토리를 이토이 시게사토에 의한 내레이션과 오케스트라에 의한 음악으로 재현. 2003년에 히사이시 조의 콘서트에서 초연되었다. 이야기에 들어가기 전에, 〈산책〉의 멜로디에 맞추어 오케스트라의 악기 소개를 한다. CD와 오케스트라 악보가 발매되었다.

### 이웃집 토토로 사운드 북
- 편곡: 오모리 도시유키·시노다 모토카즈·미야노 고키
- 바이올린 연주: 시노자키 마사쓰구
- 플루트 연주: 아카기 리에
- 기타 연주: 미야노 고키

## 제작진
- 원작·각본·감독: 미야자키 하야오
- 제작: 도쿠마 야스요시
- 기획:야마시타 다쓰오, 오가타 히데오
- 작화: 사토 요시하루
- 미술: 오가 가즈오
- 음악: 히사이시 조
- 마무리: 야스다 미치오
- 촬영: 시라이 히사오, 구로다 요이치
- 편집: 세야미 다케시
- 녹음 연출: 시바 시게하루
- 조정: 이노우에 슈지
- 효과: 사토 가즈토시
- 원화: 단나 이쓰카사, 오쓰카 신지, 시노하라 세이코, 가와구치 도시오, 엔도 마사아키, 가나다 요시노리, 곤도 가쓰야, 다나카 마코토, 니키 마키코, 야마카와 히로시신, 다가와 에이코
- 배경: 마쓰오 가사토시, 노자키 도시로, 오타 기요미, 다케시게 요지, 요시자키 마사키, 스가와라 기요코
- 동영상 체크: 다사키 야스코, 다테노 히토미
- 동영상: 사카노 마사코, 모로하시 신지, 오타니 구미코, 요코타 기요코, 다나카 다쓰코, 마쓰이리 가즈코, 핫토리 게이이치로, 미즈타니 다카요, 시이나 리쓰코, 엔도 유카, 오자키 가즈타카, 데지마 아키코, 시와야나키 에미코, 미야자키 나기사, 마에다 유카리, 다케나와 나오코, 오카베 가즈미, 니이토메 리에, 오카다 마사카즈, 야마카케 아키, 히구레 고쿄, 와타나베 게이코, 후쿠토미 가즈코
- 스튜디오 판타지아: 요시다 하지메, 나가노 준이치, 오타 마사유키, 기타무라 나오키, 야마모토 쓰요시, 야마우라 유카리
- 애니메이션 도로토로: 이토 고지, 이시이 아키코, 가와무라 타다테루
- 색지정: 미즈타 노부코
- 마무리 검사: 하시모토 마사에
- 제작 담당: 다나카 에이코
- 제작 데스크: 기하라 히로카쓰, 가와바타 도시유키
- 연출 조수: 엔도 데쓰야
- 특수 효과: 다니후지 가오루지
- 효과 조수: 오노 히로노리
- 대사 편집: 요다 아키요시
- 녹음 연출 조수: 아사나시 나오코
- 녹음: 스미타니 마코토, 후쿠시마 고지, 오타니 료
- 녹음 제작: 옴니버스 프로덕션
- 음악 제작: 미우라 미쓰오키, 와타나베 다카시, 주식회사 도쿠마 재팬
- 녹음 센터: 도쿄 TV 센터
- 현상: 도쿄 현상소
- 협력: 도쿠마 서점 아니메쥬 편집부, 하쿠호도, 스즈키 도시오, 가메야마 오사무 외
- 프로듀서: 하라 도오루
- 제작: 스튜디오 지브리

## 흥행
일본에서는 이웃집 토토로 개봉당시 약 80만명이 관람했고, 1988년 비디오 렌탈 수입으로 5억8,800만 엔의 수입을 거뒀다. 2005년까지 흥행 총액은 11억 7천만엔에 달했고, 2019년에는 12억 2477만엔에 이르렀다. 이웃집 토토로는 2002년이 되어서야 다른 나라에서 개봉했다.

## 수상 경력
- 제 3회 AVA 국제 영상 소프트 페어 비디오 부문 애니메이션 비디오상
- 제 12회 야마지 후미코 영화상 영화상
- 제 13회 호치 영화상 감독상
- 1988년도 키네마 준보 베스트 10 일본 영화 베스트 10 제1위, 독자 선출 일본 영화 베스트 10 제1위, 독자 선출 일본 영화 감독상
- 1988년도 마이니치 영화 콩쿨 일본 영화 대상, 오후지 노부로상
- 제 29회 우수 영화 감상회 회원 선출 베스트 텐 일본 영화 제 4위
- 제 31회 블루리본상 특별상
- 일본 영화 펜 클럽 1988년도 베스트 5 방화 부문 제 2위
- 1988년도 제 24회 영화 예술 베스트 텐 일본 영화 제 1위
- 제 6회 일본 애니메이션 대상·아톰상 최우수 작품상, 각본 부문 최우수상, 미술 부문 최우수상, 주제가 부문 최우수상
- 제 20회 성운상 미디어 부문
- 일본 문화청 우수 영화 제작 장려금 교부 작품
- 쇼와 63년(1988년)도 일본 후생성·중앙 아동복지 심의회 특별 추천
- 시티 로드 독자 선출 베스트 텐 '88 베스트 시네마 방화 제 1위, 베스트 감독 제 3위
- 1988년도 시네 프런트 베스트 텐-일본 영화 베스트 텐 제 1위
- 1988년도 전국영련상 작품상, 감독상
- 제 11회 애니메이션 그랑프리(아니메쥬) 작품상 제 1위
- 닛케이 리서치가 2004년 12월 27일에 발표한 〈탤런트·캐릭터 이미지 조사〉에서 토토로가 호의도 랭킹 제 2위로 선택되었다.[15]
- 기타

키네마 준보의 〈일본 영화 베스트 텐〉 제1위

## 그 외
- 작품 중에서 사쓰키와 메이의 그림자가 도중부터 없어지고 있다고 오인해,〈사쓰키와 메이는 이미 죽어있다〉〈토토로는 죽음의 신〉이라고 하는 소문이 인터넷상에서 흘러갔다. 스튜디오 지브리에도 문의가 있어, 홍보부는 공식 블로그에서 이 주장을 뒤엎었다.[16] 〈미야자키 하야오의 시대 1941~2008〉에 따르면 "저것(그림자가 없는 것)은 그림자의 처리의 정평인 반노출 촬영은 시간이 들기 때문에 간략화한 결과다"라고 하고 있다. 자매가 뜰에서 돌아다니는 낮의 장면에서는 두 명의 그림자가 반노출 촬영 대신에 검은 칠로 표현되고 있다. | “ | 골든위크의 출근일이라서 거래처로부터의 전화도 적고,너무나 평화로운 제 3스튜디오의 2층입니다. 근데 걸려오는 전화라곤 〈토토로는 죽음의 신입니까?〉 라고 하는 문의뿐. 여러분,염려하시지 말고 토토로가 죽음의 신이다,메이는 죽어있다고 말하는 사실이나 설정은 〈이웃집 토토로〉에는 아주 없습니다. 최근에는 도시전설의 하나로...누군가가 말하기 시작했던것이 눈 깜짝할 사이에 인터넷을 통해 퍼져 버린것 같습니다. 〈영화의 마지막 편에서 자매의 그림자가 없다〉는 것은,작화상에서 필요 없다고 판단해 생략했을 뿐입니다. 홍보부에서 보다 정식으로 말씀드리고 싶다고 생각합니다. | ” |
|   | — 스튜디오 지브리 홍보부 , 스튜디오 지브리 공식 블로그 |   |
- 감독 미야자키는,등장 인물들은 작품 완성 후에도 해마다 자신의 머릿속에서 해를 거듭하고 있어 현재는 주인공도 시집가 건강하게 살고 있다고 말하고 있다.

| “ | 그대로 어린 채로 유지 되어있지는 않습니다. 않아요. 그렇다면 아,이제 그 사람들(사쓰키,메이)은 완전히 성인이 되어 있습니다. 여전히 좋은 딸로 지내고,그 후 결혼한 다음은 모르죠(웃음). | ” |
|   | — 미야자키 하야오 , NHK 프로페셔널 일의 방식 |   |

- 공개시의 캐치 카피는 두 개로,한 개는 이토이 시게사토에 의한 〈이 이상한 생물은 아직 일본에 있습니다. 아마.〉라고 하는 것.[18] 나머지 하나는 동시 상영 작품인 〈반딧불의 묘〉와의 공통 캐치 카피로 〈놓고 간 것을 보내러 왔습니다〉라고 하는 것.
- 토토로의 그림은 〈마녀 배달부 키키〉이후 스튜디오 지브리의 심볼 마크로서도 사용되고 있다. 지브리 영화에는 파란색 바탕에 토토로가 그려진 것이 사용되게 되어,이전의 작품이 비디오나 DVD화 될 때도 본편에 추가되어 있다.
- 미야자키 하야오 저서 〈토토로가 사는 집〉에서 〈토토로가 기꺼이 살 것 같은 그리운 집〉이라고 소개되어 모델이 되었다고 여겨지는 도쿄도 스기나미구 북 아사가야의 통칭 〈토토로의 집〉은 스기나미 구가 소유자로부터 매입해 공원으로서 남겨질 예정이었지만, 2009년 2월 14일 심야에 발생한 화재에 의해 전소해 버렸다. 그 후 재건은 보류되었지만,미야자키 하야오의 디자인 스케치를 바탕으로 한 공원으로 재건하기로 정해졌다.[19]
- 2010년 공개 작품 〈토이 스토리 3〉에서 토토로가 카메오 출연했다.

- 기타

- 〈소설 이웃집 토토로〉 도쿠마 서점 아니메쥬 문고, 구보 쓰기코 저
- 메이와 아기 고양이 버스. 2002년 지브리 미술관에서 공개